# کالج اجتماعی دیویدسون-دیوی
کالج جامعه دیویدسون-دیوی (DDCC) یک کالج عمومی با پردیس در شهرستان دیویدسون و شهرستان دیوی، کارولینای شمالی است. در بیش از ۵۰ برنامه گواهینامه، دیپلم و مدرک کاردانی اعطا می‌کند. کالج جامعه دیویدسون دیوی همچنین آموزش مهارت‌های پایه و برنامه‌های توسعه آموزشی عمومی (GED) را برای عموم فراهم می‌کند.
کالج جامعه دیویدسون-دیوی توسط انجمن کالج‌ها و مدارس جنوبی تأیید شده‌است.